# Campeonato Sergipano
El Campeonato Sergipano de Fútbol es el campeonato de fútbol estadual del estado de Sergipe en el Nordeste de Brasil, el torneo se disputa desde 1918 y es organizado por la Federação Sergipana de Futebol.

## Equipos participantes 2025
| Equipo          | Ciudad                  | Estadio           | Capacidad | Posición 2024      |
| --------------- | ----------------------- | ----------------- | --------- | ------------------ |
| América Propriá | Propriá                 | Durval Feitosa    | 2000      | 7.º                |
| Barra           | Barra dos Coqueiros     | João Cruz         | 2000      | 2.º (2.ª división) |
| Carmópolis      | Carmópolis              | Fernando França   | 5000      | 8.º                |
| Confiança       | Aracaju                 | Batistão          | 15 575    | Campeón            |
| Confiança       | Aracaju                 | Sabino Ribeiro    | 4000      | Campeón            |
| Dorense         | Nossa Senhora das Dores | Aristão           | 3000      | 5.º                |
| Falcon          | Aracaju                 | Adolfo Rollemberg | 3000      | 6.º                |
| Itabaiana       | Itabaiana               | Mendonção         | 11 224    | 4.º                |
| Lagarto         | Lagarto                 | Barretão          | 8000      | 3.º                |
| Guarany         | Porto da Folha          | Caio Feitosa      | 3000      | 1.º (2.ª división) |
| Sergipe         | Aracaju                 | Batistão          | 15 575    | 2.º                |
| Sergipe         | Aracaju                 | João Hora         | 6000      | 2.º                |

| Crecimiento | Equipos provenientes del Campeonato Sergipano de Segunda División 2021. |

## Campeones
| Temporada   | Campeón            | Subcampeón         |
| ----------- | ------------------ | ------------------ |
| 1918        | Cotinguiba         | Sergipe            |
| 1919        | No hubo campeonato | No hubo campeonato |
| 1920        | Cotinguiba         |                    |
| 1921        | SC Industrial      | Sergipe            |
| 1922        | Sergipe            |                    |
| 1923        | Cotinguiba         | SC Industrial      |
| 1924        | Sergipe            |                    |
| 1925 a 1926 | No hubo campeonato | No hubo campeonato |
| 1927        | Sergipe            |                    |
| 1928        | Sergipe            |                    |
| 1929        | Sergipe            |                    |
| 1930 a 1931 | No hubo campeonato | No hubo campeonato |
| 1932        | Sergipe            |                    |
| 1933        | Sergipe            |                    |
| 1934        | Palestra           |                    |
| 1935        | Palestra           |                    |
| 1936        | Cotinguiba         |                    |
| 1937        | Sergipe            |                    |
| 1938        | No hubo campeonato | No hubo campeonato |
| 1939        | Ipiranga           | Sergipe            |
| 1940        | Sergipe            | Laranjeiras        |
| 1941        | Riachuelo          |                    |
| 1942        | Cotinguiba         |                    |
| 1943        | Sergipe            |                    |
| 1944        | Vasco              | Ipiranga           |
| 1945        | Ipiranga           | Vasco              |
| 1946        | Olímpico           |                    |
| 1947        | Olímpico           | Riachuelo          |
| 1948        | Vasco              | Olímpico           |
| 1949        | Palestra           | Olímpico           |
| 1950        | Passagem           |                    |
| 1951        | Confiança          |                    |
| 1952        | Confiança          |                    |
| 1953        | Confiança          | Vasco              |
| 1954        | Confiança          | Passagem           |
| 1955        | Sergipe            | Confiança          |
| 1956        | Santa Cruz         |                    |
| 1957        | Santa Cruz         |                    |
| 1958        | Santa Cruz         |                    |
| 1959        | Santa Cruz         |                    |
| 1960        | Santa Cruz         | Sergipe            |
| 1961        | Sergipe            | Santa Cruz         |
| 1962        | Confiança          | Vasco              |
| 1963        | Confiança          | Sergipe            |
| 1964        | Sergipe            | Santa Cruz         |
| 1965        | Confiança          | América Propriá    |
| 1966        | América Propriá    | Confiança          |
| 1967        | Sergipe            | Confiança          |
| 1968        | Confiança          | Sergipe            |
| 1969        | Itabaiana          | Olímpico           |
| 1970        | Sergipe            | Itabaiana          |
| 1971        | Sergipe            | Itabaiana          |
| 1972        | Sergipe            | Lagarto            |
| 1973        | Itabaiana          | Sergipe            |
| 1974        | Sergipe            | Confiança          |
| 1975        | Sergipe            | Lagarto            |
| 1976        | Confiança          | Cotinguiba         |
| 1977        | Confiança          | Sergipe            |
| 1978        | Itabaiana          | Sergipe            |
| 1979        | Itabaiana          | Cotinguiba         |
| 1980        | Itabaiana          | Confiança          |
| 1981        | Itabaiana          | Sergipe            |
| 1982        | Itabaiana Sergipe  |                    |
| 1983        | Confiança          | Estanciano         |
| 1984        | Sergipe            | Confiança          |
| 1985        | Sergipe            | Itabaiana          |
| 1986        | Confiança          |                    |
| 1987        | Vasco-SE           | Itabaiana          |
| 1988        | Confiança          | Sergipe            |
| 1989        | Sergipe            | Confiança          |
| 1990        | Confiança          | Sergipe            |
| 1991        | Sergipe            | Confiança          |
| 1992        | Sergipe            | Confiança          |
| 1993        | Sergipe            | Vasco-SE           |
| 1994        | Sergipe            | Confiança          |
| 1995        | Sergipe            | Confiança          |
| 1996        | Sergipe            | Olímpico           |
| 1997        | Itabaiana          | Confiança          |
| 1998        | Lagartense         | Vasco-SE           |
| 1999        | Sergipe            | Lagartense         |
| 2000        | Confiança Sergipe  | Lagartense         |
| 2001        | Confiança          | Sergipe            |
| 2002        | Confiança          | Itabaiana          |
| 2003        | Sergipe            | Confiança          |
| 2004        | Confiança          | Sergipe            |
| 2005        | Itabaiana          | Sergipe            |
| 2006        | Olímpico Pirambu   | Confiança          |
| 2007        | América Propriá    | Confiança          |
| 2008        | Confiança          | Sergipe            |
| 2009        | Confiança          | Sergipe            |
| 2010        | River Plate        | Confiança          |
| 2011        | River Plate        | São Domingos       |
| 2012        | Itabaiana          | Confiança          |
| 2013        | Sergipe            | River Plate        |
| 2014        | Confiança          | Socorrense         |
| 2015        | Confiança          | Estanciano         |
| 2016        | Sergipe            | Itabaiana          |
| 2017        | Confiança          | Itabaiana          |
| 2018        | Sergipe            | Itabaiana          |
| 2019        | Frei Paulistano    | Itabaiana          |
| 2020        | Confiança          | Sergipe            |
| 2021        | Sergipe            | Lagarto            |
| 2022        | Sergipe            | Falcon             |
| 2023        | Itabaiana          | Confiança          |
| 2024        | Confiança          | Sergipe            |
| 2025        | Confiança          | Itabaiana          |

## Títulos por club
| Club             | Ciudad     | Campeón | Años campeón |
| ---------------- | ---------- | ------- | --- |
| Sergipe          | Aracaju    | 37      | 1922, 1924, 1927, 1928, 1929, 1932, 1933, 1937, 1940, 1943, 1955, 1961, 1964, 1967, 1970, 1971, 1972, 1974, 1975, 1982, 1984, 1985, 1989, 1991, 1992, 1993, 1994, 1995, 1996, 1999, 2000, 2003, 2013, 2016, 2018, 2021, 2022 |
| Confiança        | Aracaju    | 24      | 1951, 1954, 1962, 1963, 1965, 1968, 1976, 1977, 1983, 1986, 1988, 1990, 2000, 2001, 2002, 2004, 2008, 2009, 2014, 2015, 2017, 2020, 2024, 2025                                                                               |
| Itabaiana        | Itabaiana  | 11      | 1969, 1973, 1978, 1979, 1980, 1981, 1982, 1997, 2005, 2012, 2023 |
| Cotinguiba       | Aracaju    | 6       | 1918, 1920, 1923, 1936, 1942, 1952 |
| Santa Cruz       | Estância   | 5       | 1956, 1957, 1958, 1959, 1960 |
| Vasco            | Aracaju    | 4       | 1944, 1948, 1953, 1987 |
| Olímpico Pirambu | Pirambu    | 3       | 1946, 1947, 2006 |
| Palestra         | Aracaju    | 3       | 1934, 1935, 1949 |
| River Plate      | Carmópolis | 2       | 2010, 2011 |
| América          | Propriá    | 2       | 1966, 2007 |
| Ipiranga         | Maruim     | 2       | 1939, 1945 |
| Industrial       | Aracaju    | 1       | 1921 |
| Lagartense       | Lagarto    | 1       | 1998 |
| Passagem         | Aracaju    | 1       | 1950 |
| Riachuelo        | Riachuelo  | 1       | 1941 |
| Frei Paulistano  | Frei Paulo | 1       | 2019 |